# René Chabasse
René Chabasse, né le 9 avril 1921 à Échourgnac en Dordogne, tué le 21 février 1944 à Angoulême par un soldat allemand, est un résistant français.

## Biographie
Il grandit à Bouëx, petite commune charentaise située à environ quinze kilomètres à l'est d'Angoulême.
Il a un frère (Pierre) et une sœur. Sa mère est institutrice à Bouëx et son père, un retraité de la gendarmerie, entretient une petite propriété agricole.

## Engagement dans la Résistance
En 1939, il est élève au lycée de garçons de la place Beaulieu à Angoulême (actuel lycée Guez-de-Balzac), trop jeune pour être mobilisé. La ligne de démarcation passe entre Bouëx (zone occupée) et Vouzan, à 3 kilomètres, où se trouve l'exploitation de son père. René Chabasse et son ami Jean Lapeyre-Mensignac organisent dès l'été 1940 un réseau de passeurs. À l'automne, ils entrent en contact avec Guy Chaumet du réseau Copernic et Théo Burlot du réseau F2. Ils deviennent des agents de renseignements pour le compte du BCRA à Londres. René Chabasse multiplie les missions d'observation en Charente, mais aussi en Normandie, en Bretagne et dans les Pyrénées. En 1941, il rejoint le réseau SOL d'Eugène Bornier à Saint-Étienne, passant ainsi du renseignement à l'action.

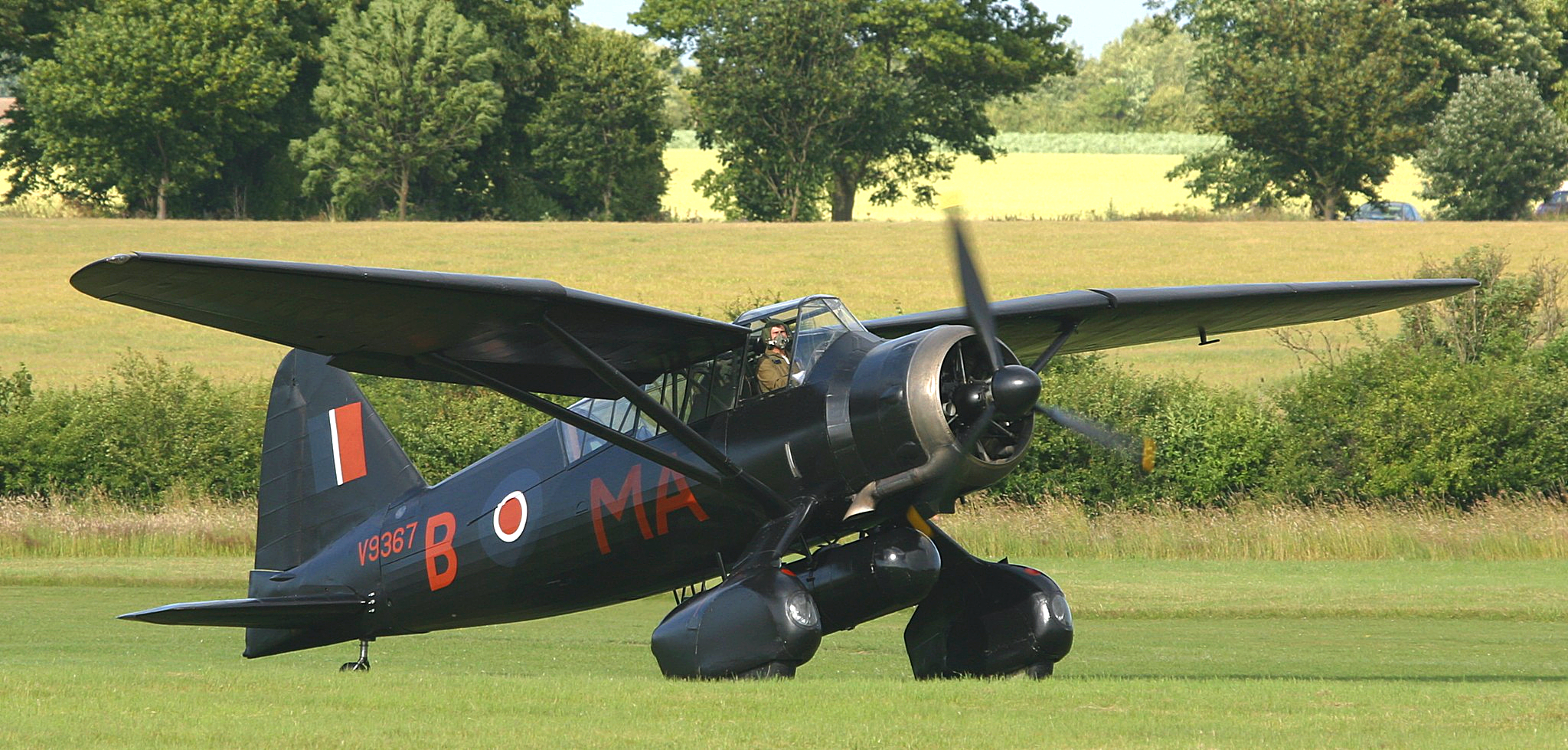
Westland Lysander

En particulier, René Chabasse assure la mise en place en Charente de plusieurs zones d'atterrissages clandestins pour les avions Westland Lysanders qui assurent la liaison entre Londres et la France. C'est dans le cadre d'une de ces opérations qu'il accueille entre autres Pierre Brossolette et Yéo-Thomas dans la nuit du 18 au 19 septembre 1943, puis Claude Bonnier, DRM de la région B et son adjoint Jacques Nancy dans la nuit du 14 au 15 novembre. 
Dès lors et jusqu'à la libération, les opérations d'atterrissages clandestins et de parachutage se multiplient, organisés par René Chabasse et Charles Franc qui sont responsables BOA (Bureau des opérations aériennes)-SAP (Section atterrissages et parachutages) pour la Charente. Ils sont dénoncés à la Gestapo en février 1944. René Chabasse est arrêté le 21 devant le domicile  de la famille Berger, qu'il voulait prévenir du danger. Il s'échappe une première fois, et repris, tente de prendre la fuite à nouveau et est abattu par un soldat allemand.

## Mémoire
Depuis le 11 novembre 1976, son corps et celui de son frère Pierre reposent dans la crypte du Mémorial de la Résistance à Chasseneuil-sur-Bonnieure.
Un boulevard d'Angoulême et une rue de la commune de Bouëx où il a grandi portent son nom, avec une plaque à l'endroit où il est décédé. Pendant la cérémonie du 21 février 2016 une petite stèle a été inaugurée pour commémorer le sacrifice de René Chabasse. Photos : http://resistancefrancaise.blogspot.fr/2016/10/nouvelle-stele-la-memoire-de-rene.html

### Sources
- Jean Lapeyre-Mensignac et alii, René Chabasse, héros de la résistance, Pilote  24, 1996, 100 p.  (ISBN 2-9509149-3-4)
- Raymond Troussard, L'Armée de l'ombre: le maquis charentais "Bir Hacheim", 1943-1945, S.A.J.I.C., 253 p.  (ISBN 2-9065731-0-8)